# Bakrangi
Bakrangi är ett berg i republiken Island. Det ligger i regionen Norðurland eystra, i den norra delen av landet, 280 km nordost om huvudstaden Reykjavík. Toppen på Bakrangi är 702 meter över havet.
Trakten runt Bakrangi är nära nog obefolkad, med mindre än två invånare per kvadratkilometer. Närmaste större samhälle är Húsavík, 16,2 km nordost om Bakrangi.